# Wikipedia w języku galicyjskim
Wikipedia w języku galicyjskim (gal. Galipedia, Wikipedia en galego) – galicyjska edycja językowa Wikipedii.
Projekt ten założono 8 marca 2003 roku. Na dzień 8 lutego 2007 roku edycja ta miała około 21 749 artykułów, co pozwalało jej na zajmowanie 35. pozycji wśród wszystkich edycji językowych.